# 糞石
糞石（ふんせき、coprolite）とは、
- 動物や人間の排泄物である糞が化石化したもの。
- ヒトの消化管内容物（食事内容や老廃消化管細胞、消化液）が消化管内で固化し、憩室や虫垂内に滞留したもの。虫垂炎などでみられる。

以下では考古学・古生物学的な糞石について述べる。
考古学における糞石は、花粉や寄生虫など内容物を分析することにより、当時の食生活や狩猟採集生活から食糧栽培段階への移行、健康状態など数多くのことがわかる考古資料である。

## 考古学における糞石研究

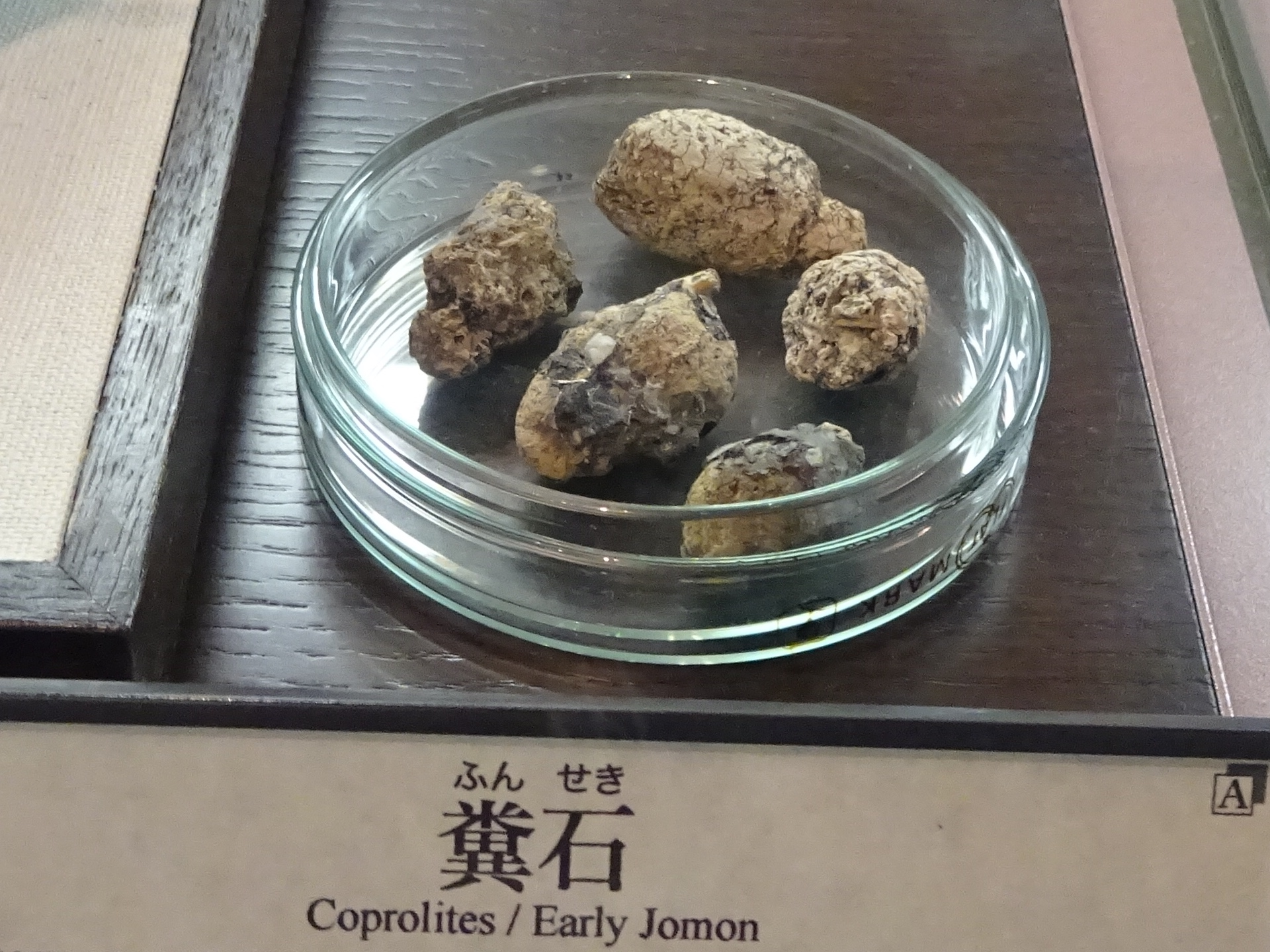
鳥浜貝塚出土の糞石。福井県立若狭歴史民俗資料館所蔵。新潟県立歴史博物館の展示。

糞石研究は新大陸の考古学において発展した。酸性土壌の卓越する日本では有機物が残存しにくかったため研究が遅れていたが、近年では福井県若狭町の縄文時代前期（約5,500年前）の遺跡鳥浜貝塚において2,000点をこす糞石が出土しており、糞石研究の発展におおいに寄与した。その形態は国際基督教大学の千浦美智子によって「ハジメ」、「シボリ」、「バナナジョウ」、「コロ」、「チョクジョウ」などの愛称で分類されている。糞石を観察すると、肉眼でも魚骨・鱗・種子などがふくまれているのが判別できることがあるが、薬品処理（三リン酸ナトリウム）によって元の色や臭いまで取り戻すことが可能な場合がある。その結果、食事内容・料理法・糞をした季節・病気など、食生活とその環境を中心として多くのデータを集めることができる。 鳥浜貝塚以外で糞石を出土した遺跡には、粟津湖底遺跡第3貝塚（滋賀県大津市、縄文時代中期）、唐古・鍵遺跡（奈良県田原本町、弥生時代中期）、青谷上寺地遺跡（鳥取県鳥取市、弥生時代）などがある。
また、人間が残した古糞便は考古学以外でも資料とされる。

## 古生物学における糞石研究
化石収集家であったメアリー・アニングは、イングランド南部のライム・リージス（ドーセット州）のライアス層群（前期ジュラ紀）で発見された魚竜の骨格腹部にベゾアール（結石）がしばしばみられることに、1824年時点で気づいていた。また、彼女はこの結石が損壊されるとき、しばしば化石化した魚骨や魚鱗、ときには小さな魚竜の骨まで含んでいたことに言及した。1829年、地質学者ウィリアム・バックランドは、この石を化石化した糞便であると見なして”coprolite"（糞石）と名付けたが、それはアニングによる観察にもとづいている。

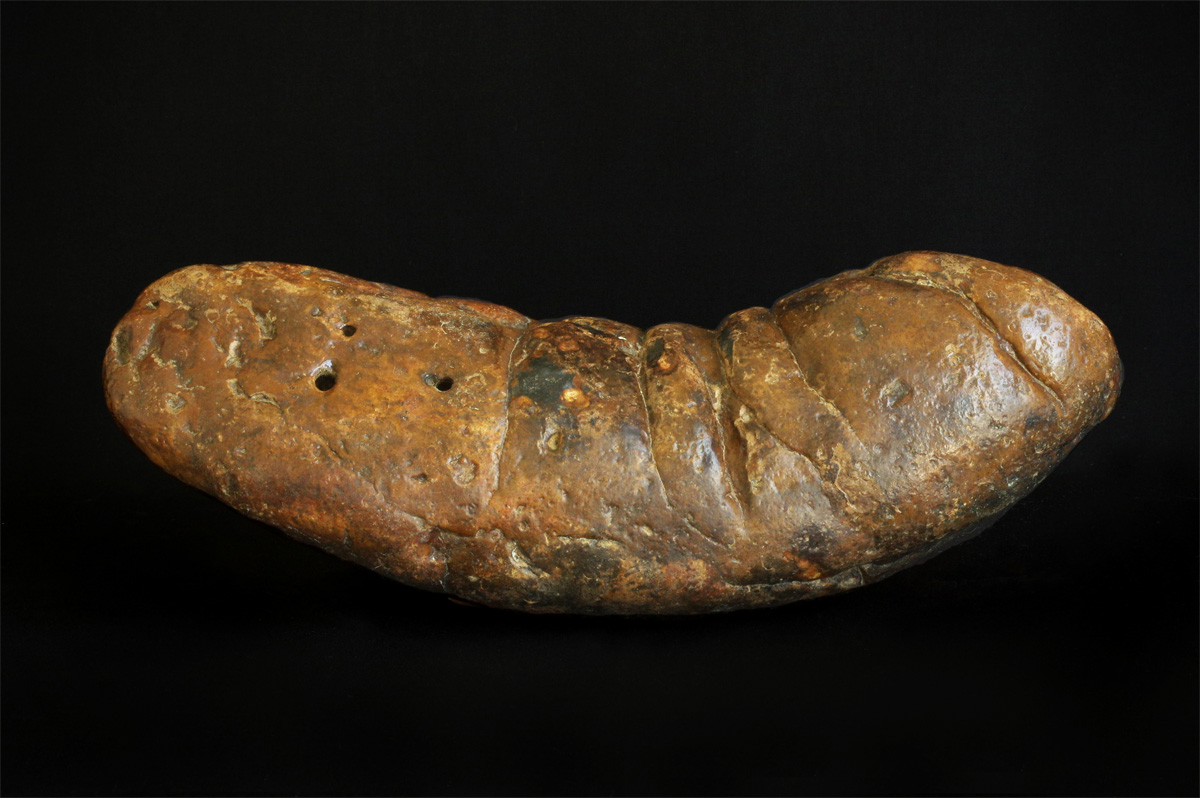
恐竜の糞石（アメリカ、サウスカロライナ州）
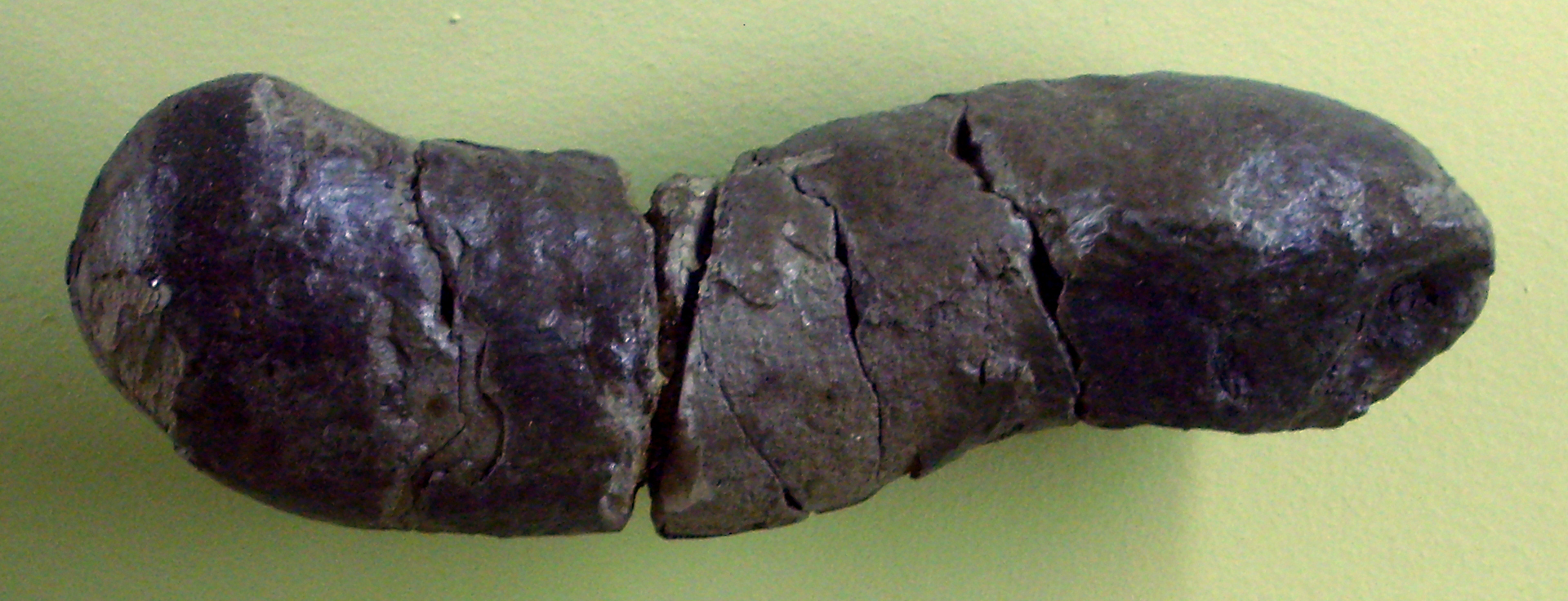
アントラコテリウムの糞石（ドイツ）
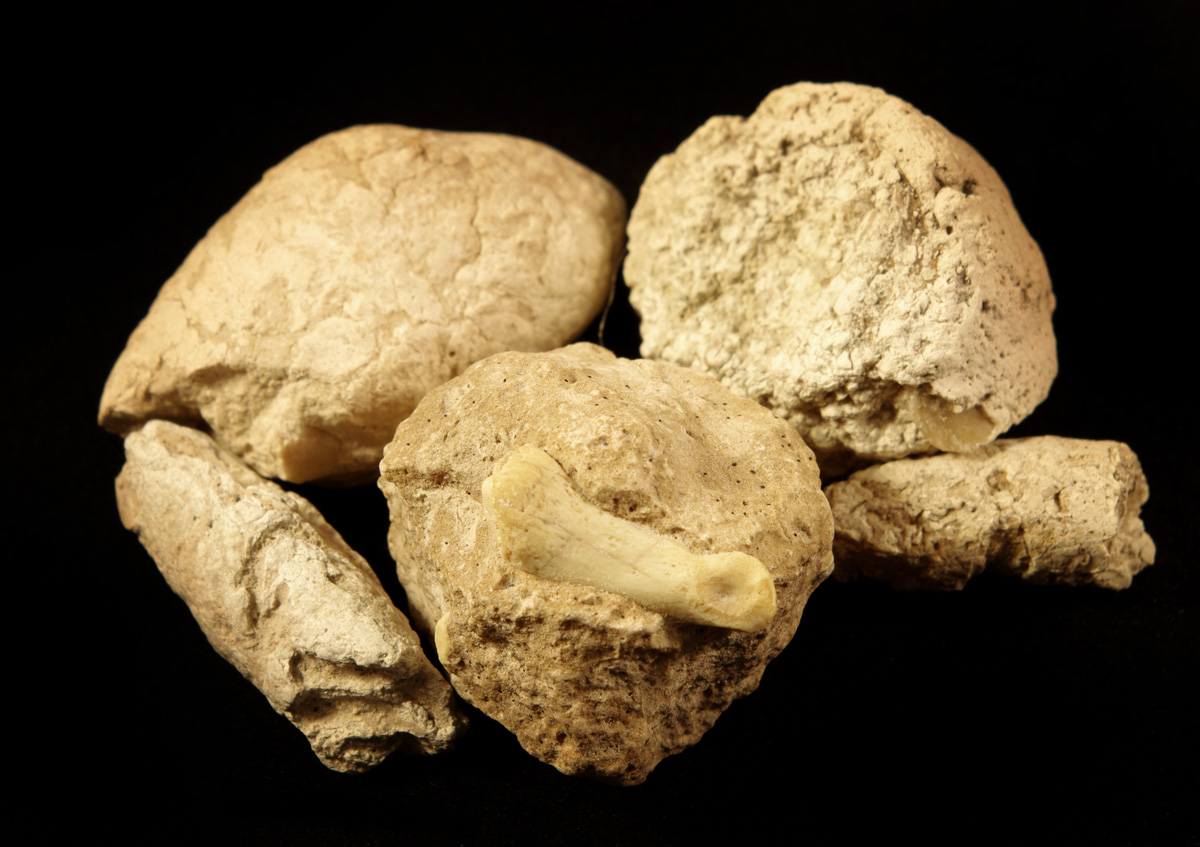
レプトメリクスの足の指の骨を含む糞石（アメリカ、ネブラスカ州）